# Pine
Pine är ett kraftfullt gratisprogram för att hantera e-post. Programmet har ett textbaserat gränssnitt och finns till Unix-lika system som GNU/Linux och BSD samt till Microsoft Windows. Funktionerna för att redigera text baserades i början på emacs men efter ett antal modifikationer finns numera istället ett avskalat och enkelt gränssnitt, som även finns tillgängligt fristående under namnet Pico. En föregångare till Pine var Elm.
Fördelarna med Pine anses vara att det är snabbt, stabilt och har en god funktionalitet, samt att det har avancerade funktioner för att sortera och filtrera e-post.
Det som talar emot Pine är att eftersom det är textbaserat kan det enbart visa en textstorlek och ett typsnitt. Dessutom måste bilder och animationer givetvis visas i ett separat fönster.
Likt Pico är Pine utvecklat vid University of Washington i Seattle.